# Mike Williams (disc jockey)
Mike Williams, pseudonimo di Mike Willemsen (Kortenhoef, 27 novembre 1996), è un disc jockey e produttore discografico olandese.
Assieme a Mesto, Brooks e Justin Mylo è uno dei maggiori esponenti della Future bounce, un sottogenere della Future house.

## Carriera
La passione per la musica comincia all’età di 6 anni, quando inizia a prendere lezioni di pianoforte. A 12 anni passa al laptop con amplificatori ed altoparlanti di suo padre, componendo le prime tracce. A soli 14 anni, Mike si esibisce in un locale davanti a circa 500 persone.
Il giovane pubblica sulla propria pagina Soundcloud alcuni remix tra cui la canzone I Really Like You di Carly Rae Jepsen, ottenendo 3 milioni di visualizzazioni, e Blame di Calvin Harris, brano supportato da altri DJ internazionali come Oliver Heldens. Dopodiché, nel 2015, pubblica propri singoli diventati noti nell’ambiente della Future House: Konnichiwa, Candy (assieme a Dastic) e Battlefield (sotto il nome di WLLMS con Robby East. Cresciuto di notorietà, Mike Williams firma per la Musical Freedom e per la Spinnin' Records. Il 29 febbraio 2016 pubblica il primo brano tramite l'etichetta discografica di Tiësto, Sweet & Sour, che raggiunge la posizione 6 della classifica di Beatport. Ha suonato all’Ultra Music Festival del 2016 assieme a Tiësto. Il 16 maggio 2016 pubblica Groovy George, assieme a Justin Mylo, sempre tramite Musical Freedom, mentre, il 5 agosto seguente, rilascia tramite download gratuito il brano I Want You, prodotto con lo stesso Tiësto. Il 17 ottobre 2016 rilascia Take Me Down, il primo tramite Spinnin' Records.
Il 5 gennaio 2017 ottiene un proprio show radiofonico, il Mike Williams on Track, grazie alla stazione radio olandese SLAM!. Quattro giorni dopo rilascia Bambini con video ufficiale pubblicato tramite il canale ufficiale della Musical Freedom di YouTube. Dopo varie produzioni ed esibizioni ai maggiori festival di musica elettronica, Mike Williams pubblica, assieme al duo Lucas & Steve ed al giovane Curbi, Let's Go. Tra la fine del 2017 ed il 2019 il giovane ha collaborato con vari artisti come Felix Jaehn (per il brano Feel Good), Tom & Jane (per Step Up), Brooks (per Jetlag), R3hab (per Lullaby), Mesto (per Wait Another Day), Hardwell (per il singolo I'm Not Sorry) e Nicky Romero (per Dynamyte).

### Top 100 DJ Mag
Classifica annuale stilata dalla rivista DJ Magazine.
- 2017: #60 New entry[5]
- 2018: #66
- 2019: #54
- 2020: #90
- 2021: #70
- 2023: #66

## Discografia

### Singoli
- 2015: Konnichiwa
- 2015: Candy (con Dastic)
- 2015: Battlefield (come WLLMS) (con Robby East)
- 2016: Sweet & Sour
- 2016: Groovy George (con Justin Mylo)
- 2016: I Want You (con Tiësto)
- 2016: Take Me Down
- 2017: Bambini
- 2017: Another Night (feat. Matluck)
- 2017: Don't Hurt (feat. Brēzy)
- 2017: Let's Go (con Lucas & Steve e Curbi)
- 2017: Feel Good (con Felix Jaehn)
- 2017: Step Up (con Tom & Jane)
- 2017: Jetlag (con Brooks)
- 2017: Melody (Tip Of My Tongue)
- 2017: You & I (con Dastic)
- 2018: Lullaby (con R3hab)
- 2018: Feels Like Yesterday (feat. Robin Valo)
- 2018: Give It Up
- 2018: The Beat
- 2018: Rocket
- 2018: Wait Another Day (con Mesto)
- 2019: I Got You
- 2019: I'm Not Sorry (con Hardwell)
- 2019: Wait For You (feat. Maia Wright)
- 2019: Kylie (con Dastic)
- 2019: Day Or Night
- 2019: Wait For You (VIP Mix) (feat. Maia Wright)
- 2019: Dynamyte (con Nicky Romero feat. Amba Sheperd)
- 2020: Make You Mine (feat. Moa Lisa)
- 2020: Take Me There (con Curbi)
- 2020: Fallin In
- 2020: You're The Future (con SWACQ)
- 2020: Face Up To The Sun (con Justin Mylo feat. Sara Sangfelt)
- 2021: I Hope You Know (con Jonas Aden)
- 2021: Without You (con Felix Jaehn)
- 2021: Air

### Remix
- 2014: Becky G – Shower
- 2014: Calvin Harris feat. John Newman – Blame
- 2015: Calvin Harris feat. Ellie Goulding – Outside
- 2016: Tiësto e Oliver Heldens feat. Natalia La Rose – The Right Song
- 2016: Janieck – Feel The Love
- 2016: Throttle feat. LunchMoney Lewis e Aston Merrygold – Money Maker
- 2017: Galantis – Hunter
- 2017: R3hab feat. Vérité – Trouble
- 2018: Dada Life – We Want Your Soul
- 2019: Hardwell feat. Conor Maynard e Snoop Dogg – How You Love Me
- 2019: Cheat Codes feat. Daniel Blume – Who's Got Your Love
- 2020: Tiësto feat. Stevie Appleton – Blue
- 2020: Topic & A7S – Breaking Me